# WTA Tour 1993
Die WTA Tour 1993 (offiziell: Kraft Tour 1993) war der 23. Jahrgang der Damentennis-Turnierserie, die von der Women’s Tennis Association ausgetragen wird.
Die Teamwettbewerbe Hopman Cup und Federation Cup werden wie die Grand-Slam-Turniere nicht von der WTA, sondern von der ITF organisiert. Sie werden dennoch aufgeführt, da die Spitzenspielerinnen auch dort in der Regel spielen.

## Turnierplan
| Kategorie          |
| ------------------ |
| Grand Slam         |
| Tour Championships |
| Tier I             |
| Tier II            |
| Tier III           |
| Tier IV            |

| Sonstige       |
| -------------- |
| Hopman Cup     |
| Federation Cup |

### Erklärungen
Die Zeichenfolge von z. B. 128E/96Q/64D/32M hat folgende Bedeutung:

128E = 128 Spielerinnen spielen im Einzel

96Q = 96 Spielerinnen spielen die Qualifikation

64D = 64 Paarungen spielen im Doppel

32M = 32 Paarungen spielen im Mixed

### Januar
| Datum 1 | Turnier | Sieger(in)                              | Finalgegner(in)                        | Ergebnis      |
| ------- | --- | --------------------------------------- | -------------------------------------- | ------------- |
| 04.01.  | Hopman Cup Perth, Australien ITF – 700.000 $ Hartplatz                                                      | Steffi Graf Michael Stich               | Arantxa Sánchez Vicario Emilio Sánchez | 2:1           |
| 04.01.  | Danone Australian Hardcourt Championships Brisbane, Australien Tier III – 150.000 $ Hartplatz – 56E/32Q/28D | Conchita Martínez                       | Magdalena Maleewa                      | 6:3, 6:4      |
| 04.01.  | Danone Australian Hardcourt Championships Brisbane, Australien Tier III – 150.000 $ Hartplatz – 56E/32Q/28D | Conchita Martínez Larisa Neiland        | Shannon McCarthy Kimberly Po           | 6:2, 6:2      |
| 11.01.  | Sunsmart Victorian Women's Open Melbourne, Australien Tier IV – 100.000 $ Hartplatz – 32E/16D               | Amanda Coetzer                          | Naoko Sawamatsu                        | 6:2, 6:3      |
| 11.01.  | Sunsmart Victorian Women's Open Melbourne, Australien Tier IV – 100.000 $ Hartplatz – 32E/16D               | Nicole Provis Nathalie Tauziat          | Cammy MacGregor Shaun Stafford         | 1:6, 6:3, 6:3 |
| 11.01.  | Peters NSW Open-Tournament of Champions Sydney, Australien Tier II – 275.000 $ Hartplatz – 32E/32Q/16D      | Jennifer Capriati                       | Anke Huber                             | 6:1, 6:4      |
| 11.01.  | Peters NSW Open-Tournament of Champions Sydney, Australien Tier II – 275.000 $ Hartplatz – 32E/32Q/16D      | Pam Shriver Elizabeth Smylie            | Lori McNeil Rennae Stubbs              | 7:64, 6:2     |
| 18.01.  | Australian Open Melbourne, Australien Grand Slam – 2.400.000 $ Hartplatz – 128E/64Q/64D/32M                 | Monica Seles                            | Steffi Graf                            | 4:6, 6:3, 6:2 |
| 18.01.  | Australian Open Melbourne, Australien Grand Slam – 2.400.000 $ Hartplatz – 128E/64Q/64D/32M                 | Gigi Fernández Natallja Swerawa         | Pam Shriver Elizabeth Smylie           | 6:4, 6:3      |
| 18.01.  | Australian Open Melbourne, Australien Grand Slam – 2.400.000 $ Hartplatz – 128E/64Q/64D/32M                 | Arantxa Sánchez Vicario Todd Woodbridge | Zina Garrison-Jackson Rick Leach       | 7:5, 6:4      |

### Februar
| Datum 1 | Turnier | Siegerin                            | Finalgegnerin                               | Ergebnis         |
| ------- | --- | ----------------------------------- | ------------------------------------------- | ---------------- |
| 01.02.  | Amway Classic Auckland, Neuseeland Tier IV – 100.000 $ Hartplatz – 32E/32Q/16D                                  | Elna Reinach                        | Caroline Kuhlman                            | 6:0, 6:0         |
| 01.02.  | Amway Classic Auckland, Neuseeland Tier IV – 100.000 $ Hartplatz – 32E/32Q/16D                                  | Isabelle Demongeot Elna Reinach     | Jill Hetherington Kathy Rinaldi             | 6:2, 6:4         |
| 01.02.  | Toray Pan Pacific Open Tokio, Japan Tier I – 750.000 $ Teppich (Halle) – 32E/32Q/16D                            | Martina Navratilova                 | Larisa Neiland                              | 6:2, 6:2         |
| 01.02.  | Toray Pan Pacific Open Tokio, Japan Tier I – 750.000 $ Teppich (Halle) – 32E/32Q/16D                            | Martina Navratilova Helena Suková   | Lori McNeil Rennae Stubbs                   | 6:4, 6:3         |
| 08.02.  | VS of Chicago Chicago, Vereinigte Staaten Tier II – 375.000 $ Teppich (Halle) – 28E/32Q/16D                     | Monica Seles                        | Martina Navratilova                         | 3:6, 6:2, 6:1    |
| 08.02.  | VS of Chicago Chicago, Vereinigte Staaten Tier II – 375.000 $ Teppich (Halle) – 28E/32Q/16D                     | Katrina Adams Zina Garrison-Jackson | Amy Frazier Kimberly Po                     | 7:67, 6:3        |
| 08.02.  | World Ladies in Osaka Osaka, Japan Tier III – 150.000 $ Teppich (Halle) – 32E/32Q/16D                           | Jana Novotná                        | Kimiko Date                                 | 6:3, 6:2         |
| 08.02.  | World Ladies in Osaka Osaka, Japan Tier III – 150.000 $ Teppich (Halle) – 32E/32Q/16D                           | Larisa Neiland Jana Novotná         | Magdalena Maleewa Manuela Maleeva-Fragnière | 6:1, 6:3         |
| 15.02.  | IGA Tennis Classic Oklahoma City, Vereinigte Staaten Tier III – 150.000 $ Hartplatz (Halle) – 32E/32Q/16D       | Zina Garrison-Jackson               | Patty Fendick                               | 6:2, 6:2         |
| 15.02.  | IGA Tennis Classic Oklahoma City, Vereinigte Staaten Tier III – 150.000 $ Hartplatz (Halle) – 32E/32Q/16D       | Patty Fendick Zina Garrison-Jackson | Katrina Adams Manon Bollegraf               | 6:3, 6:2         |
| 15.02.  | Open Gaz de France Paris, Frankreich Tier II – 375.000 $ Teppich (Halle) – 32E/32Q/16D                          | Martina Navratilova                 | Monica Seles                                | 6:3, 4:6, 7:63   |
| 15.02.  | Open Gaz de France Paris, Frankreich Tier II – 375.000 $ Teppich (Halle) – 32E/32Q/16D                          | Jana Novotná Andrea Strnadová       | Jo Durie Catherine Suire                    | 7:62, 6:2        |
| 22.02.  | International Austrian Indoor Championships Linz, Österreich Tier III – 150.000 $ Teppich (Halle) – 32E/32Q/16D | Manuela Maleeva-Fragnière           | Conchita Martínez                           | 6:2, 1:0 Aufgabe |
| 22.02.  | International Austrian Indoor Championships Linz, Österreich Tier III – 150.000 $ Teppich (Halle) – 32E/32Q/16D | Jewgenija Manjukowa Leila Mes’chi   | Conchita Martínez Judith Wiesner            | kampflos         |
| 22.02.  | Matrix Essentials Evert Cup Indian Wells, Vereinigte Staaten Tier II – 375.000 $ Hartplatz – 56E/32Q/28D        | Mary Joe Fernández                  | Amanda Coetzer                              | 3:6, 6:1, 7:66   |
| 22.02.  | Matrix Essentials Evert Cup Indian Wells, Vereinigte Staaten Tier II – 375.000 $ Hartplatz – 56E/32Q/28D        | Rennae Stubbs Helena Suková         | Ann Grossman Patricia Hy                    | 6:3, 6:4         |

### März
| Datum 1 | Turnier                                                                                                | Siegerin                        | Finalgegnerin                          | Ergebnis       |
| ------- | --- | ------------------------------- | -------------------------------------- | -------------- |
| 01.03.  | Virginia Slims of Florida Delray Beach, Vereinigte Staaten Tier II – 375.000 $ Hartplatz – 56E/32Q/28D | Steffi Graf                     | Arantxa Sánchez Vicario                | 6:4, 6:3       |
| 01.03.  | Virginia Slims of Florida Delray Beach, Vereinigte Staaten Tier II – 375.000 $ Hartplatz – 56E/32Q/28D | Gigi Fernández Natallja Swerawa | Larisa Neiland Jana Novotná            | 6:2, 6:2       |
| 08.03.  | The Lipton Championships Miami, Vereinigte Staaten Tier I – 900.000 $ Hartplatz – 96E/64Q/48D          | Arantxa Sánchez Vicario         | Steffi Graf                            | 6:4, 3:6, 6:3  |
| 08.03.  | The Lipton Championships Miami, Vereinigte Staaten Tier I – 900.000 $ Hartplatz – 96E/64Q/48D          | Larisa Neiland Jana Novotná     | Jill Hetherington Kathy Rinaldi        | 6:2, 7:5       |
| 22.03.  | Virginia Slims of Houston Houston, Vereinigte Staaten Tier II – 375.000 $ Sandplatz – 28E/32Q/16D      | Conchita Martínez               | Sabine Hack                            | 6:3, 6:2       |
| 22.03.  | Virginia Slims of Houston Houston, Vereinigte Staaten Tier II – 375.000 $ Sandplatz – 28E/32Q/16D      | Katrina Adams Manon Bollegraf   | Jewgenija Manjukowa Radka Zrubáková    | 6:3, 5:7, 7:67 |
| 22.03.  | Light n’ Lively Doubles Wesley Chapel Vereinigte Staaten 175.000 $ Sandplatz – 8D                      | Gigi Fernández Natallja Swerawa | Larisa Neiland Arantxa Sánchez Vicario | 7:5, 6:3       |
| 29.03.  | Family Circle Cup Hilton Head Island Vereinigte Staaten Tier I – 750.000 $ Sandplatz – 56E/32Q/28D     | Steffi Graf                     | Arantxa Sánchez Vicario                | 7:68, 6:1      |
| 29.03.  | Family Circle Cup Hilton Head Island Vereinigte Staaten Tier I – 750.000 $ Sandplatz – 56E/32Q/28D     | Gigi Fernández Natallja Swerawa | Katrina Adams Manon Bollegraf          | 6:3, 6:1       |

### April
| Datum 1 | Turnier | Siegerin                                  | Finalgegnerin                               | Ergebnis      |
| ------- | --- | ----------------------------------------- | ------------------------------------------- | ------------- |
| 05.04.  | Japan Open Tokio, Japan Tier III – 150.000 $ Hartplatz – 32E/32Q/16D                                         | Kimiko Date                               | Stephanie Rottier                           | 6:1, 6:3      |
| 05.04.  | Japan Open Tokio, Japan Tier III – 150.000 $ Hartplatz – 32E/32Q/16D                                         | Ei Iida Maya Kidowaki                     | Li Fang Kyōko Nagatsuka                     | 6:2, 4:6, 6:4 |
| 05.04.  | Bausch & Lomb Championships Amelia Island, Vereinigte Staaten Tier II – 375.000 $ Sandplatz – 56E/32Q/28D    | Arantxa Sánchez Vicario                   | Gabriela Sabatini                           | 6:2, 5:7, 6:2 |
| 05.04.  | Bausch & Lomb Championships Amelia Island, Vereinigte Staaten Tier II – 375.000 $ Sandplatz – 56E/32Q/28D    | Manuela Maleeva-Fragnière Leila Mes’chi   | Amanda Coetzer Inés Gorrochategui           | 3:6, 6:3, 6:4 |
| 12.04.  | Volvo Women’s Open Pattaya, Thailand Tier IV – 100.000 $ Hartplatz – 32E/32Q/16D                             | Yayuk Basuki                              | Marianne Werdel                             | 6:3, 6:1      |
| 12.04.  | Volvo Women’s Open Pattaya, Thailand Tier IV – 100.000 $ Hartplatz – 32E/32Q/16D                             | Cammy MacGregor Catherine Suire           | Patty Fendick Meredith McGrath              | 6:3, 7:63     |
| 19.04.  | Women’s Open Malaysia Kuala Lumpur, Malaysia Tier IV – 100.000 $ Hartplatz (Halle) – 32E/32Q/16D             | Nicole Provis                             | Ann Grossman                                | 6:3, 6:2      |
| 19.04.  | Women’s Open Malaysia Kuala Lumpur, Malaysia Tier IV – 100.000 $ Hartplatz (Halle) – 32E/32Q/16D             | Patty Fendick Meredith McGrath            | Nicole Arendt Kristine Radford              | 6:4, 7:62     |
| 19.04.  | International Championships of Spain Barcelona, Spanien Tier II – 375.000 $ Sandplatz – 32E/16D              | Arantxa Sánchez Vicario                   | Conchita Martínez                           | 6:1, 6:4      |
| 19.04.  | International Championships of Spain Barcelona, Spanien Tier II – 375.000 $ Sandplatz – 32E/16D              | Conchita Martínez Arantxa Sánchez Vicario | Magdalena Maleewa Manuela Maleeva-Fragnière | 4:6, 6:1, 6:0 |
| 26.04.  | Citizen Cup Hamburg, Deutschland Tier II – 375.000 $ Sandplatz – 32E/32Q/16D                                 | Arantxa Sánchez Vicario                   | Steffi Graf                                 | 6:3, 6:3      |
| 26.04.  | Citizen Cup Hamburg, Deutschland Tier II – 375.000 $ Sandplatz – 32E/32Q/16D                                 | Steffi Graf Rennae Stubbs                 | Larisa Neiland Jana Novotná                 | 6:4, 7:65     |
| 26.04.  | Indonesian Women's Open Tennis Championships Jakarta, Indonesien Tier IV – 100.000 $ Hartplatz – 32E/30Q/16D | Yayuk Basuki                              | Ann Grossman                                | 6:4, 6:4      |
| 26.04.  | Indonesian Women's Open Tennis Championships Jakarta, Indonesien Tier IV – 100.000 $ Hartplatz – 32E/30Q/16D | Nicole Arendt Kristine Radford            | Amy de Lone Erika de Lone                   | 6:3, 6:4      |
| 26.04.  | Ilva Trophy Tarent, Italien Tier IV – 100.000 $ Sandplatz – 32E/30Q/16D                                      | Brenda Schultz                            | Debbie Graham                               | 7:65, 6:2     |
| 26.04.  | Ilva Trophy Tarent, Italien Tier IV – 100.000 $ Sandplatz – 32E/30Q/16D                                      | Debbie Graham Brenda Schultz              | Petra Langrová Mercedes Paz                 | 6:0, 6:4      |

### Mai
| Datum 1 | Turnier                                                                                         | Sieger(in)                           | Finalgegner(in)                          | Ergebnis       |
| ------- | ----------------------------------------------------------------------------------------------- | ------------------------------------ | ---------------------------------------- | -------------- |
| 03.05.  | Belgian Ladies Open Lüttich, Belgien Tier IV – 100.000 $ Sandplatz – 32E/29Q/16D                | Radka Bobková                        | Karin Kschwendt                          | 6:3, 4:6, 6:2  |
| 03.05.  | Belgian Ladies Open Lüttich, Belgien Tier IV – 100.000 $ Sandplatz – 32E/29Q/16D                | Radka Bobková María José Gaidano     | Ann Devries Dominique Monami             | 6:4, 2:6, 7:64 |
| 03.05.  | Campionati Internazionali d'Italia Rom, Italien Tier I – 750.000 $ Sandplatz – 56E/32Q/28D      | Conchita Martínez                    | Gabriela Sabatini                        | 7:5, 6:1       |
| 03.05.  | Campionati Internazionali d'Italia Rom, Italien Tier I – 750.000 $ Sandplatz – 56E/32Q/28D      | Jana Novotná Arantxa Sánchez Vicario | Mary Joe Fernández Zina Garrison-Jackson | 6:4, 6:2       |
| 10.05.  | German Open Berlin, Deutschland Tier I – 750.000 $ Sandplatz – 56E/32Q/28D                      | Steffi Graf                          | Gabriela Sabatini                        | 7:63, 2:6, 6:4 |
| 10.05.  | German Open Berlin, Deutschland Tier I – 750.000 $ Sandplatz – 56E/32Q/28D                      | Gigi Fernández Natallja Swerawa      | Debbie Graham Brenda Schultz             | 6:1, 6:3       |
| 17.05.  | European Open – Lucerne Luzern, Schweiz Tier III – 150.000 $ Sandplatz – 28E/32Q/16D            | Lindsay Davenport                    | Nicole Provis                            | 6:1, 4:6, 6:2  |
| 17.05.  | European Open – Lucerne Luzern, Schweiz Tier III – 150.000 $ Sandplatz – 28E/32Q/16D            | Mary Joe Fernández Helena Suková     | Lindsay Davenport Marianne Werdel        | 6:2, 6:4       |
| 17.05.  | Internationaux de Strasbourg Straßburg, Frankreich Tier III – 150.000 $ Sandplatz – 28E/32Q/16D | Naoko Sawamatsu                      | Judith Wiesner                           | 4:6, 6:1, 6:3  |
| 17.05.  | Internationaux de Strasbourg Straßburg, Frankreich Tier III – 150.000 $ Sandplatz – 28E/32Q/16D | Shaun Stafford Andrea Temesvári      | Jill Hetherington Kathy Rinaldi          | 6:75, 6:3, 6:4 |
| 24.05.  | French Open Paris, Frankreich Grand Slam – 3.456.143 $ Sandplatz – 128E/64Q/64D/48M             | Steffi Graf                          | Mary Joe Fernández                       | 4:6, 6:2, 6:4  |
| 24.05.  | French Open Paris, Frankreich Grand Slam – 3.456.143 $ Sandplatz – 128E/64Q/64D/48M             | Gigi Fernández Natallja Swerawa      | Larisa Neiland Jana Novotná              | 6:3, 7:5       |
| 24.05.  | French Open Paris, Frankreich Grand Slam – 3.456.143 $ Sandplatz – 128E/64Q/64D/48M             | Jewgenija Manjukowa Andrei Olchowski | Elna Reinach Danie Visser                | 6:2, 4:6, 6:4  |

### Juni
| Datum 1 | Turnier                                                                                          | Sieger(in)                         | Finalgegner(in)              | Ergebnis       |
| ------- | ------------------------------------------------------------------------------------------------ | ---------------------------------- | ---------------------------- | -------------- |
| 07.06.  | DFS Classic Birmingham, Großbritannien Tier III – 150.000 $ Rasen – 56E/32Q/28D                  | Lori McNeil                        | Zina Garrison-Jackson        | 6:4, 2:6, 6:3  |
| 07.06.  | DFS Classic Birmingham, Großbritannien Tier III – 150.000 $ Rasen – 56E/32Q/28D                  | Lori McNeil Martina Navratilova    | Pam Shriver Elizabeth Smylie | 6:3, 6:4       |
| 14.06.  | Volkswagen Cup Eastbourne, Großbritannien Tier II – 375.000 $ Rasen – 64E/32Q/32D                | Martina Navratilova                | Miriam Oremans               | 2:6, 6:2, 6:3  |
| 14.06.  | Volkswagen Cup Eastbourne, Großbritannien Tier II – 375.000 $ Rasen – 64E/32Q/32D                | Gigi Fernández Natallja Swerawa    | Larisa Neiland Jana Novotná  | 2:6, 7:5, 6:1  |
| 21.06.  | Wimbledon Championships London, Großbritannien Grand Slam – 3.312.302 $ Rasen – 128E/64Q/64D/64M | Steffi Graf                        | Jana Novotná                 | 7:66, 1:6, 6:4 |
| 21.06.  | Wimbledon Championships London, Großbritannien Grand Slam – 3.312.302 $ Rasen – 128E/64Q/64D/64M | Gigi Fernández Natallja Swerawa    | Larisa Neiland Jana Novotná  | 6:4, 6:79, 6:4 |
| 21.06.  | Wimbledon Championships London, Großbritannien Grand Slam – 3.312.302 $ Rasen – 128E/64Q/64D/64M | Martina Navratilova Mark Woodforde | Manon Bollegraf Tom Nijssen  | 6:3, 6:4       |

### Juli
| Datum 1 | Turnier                                                                                                 | Siegerin                             | Finalgegnerin                          | Ergebnis      |
| ------- | --- | ------------------------------------ | -------------------------------------- | ------------- |
| 05.07.  | Torneo Internazionale Femminile di Palermo Palermo, Italien Tier IV – 100.000 $ Sandplatz – 32E/32Q/16D | Radka Bobková                        | Mary Pierce                            | 6:3, 6:2      |
| 05.07.  | Torneo Internazionale Femminile di Palermo Palermo, Italien Tier IV – 100.000 $ Sandplatz – 32E/32Q/16D | Karin Kschwendt Natalija Medwedjewa  | Silvia Farina Brenda Schultz           | 6:4, 7:64     |
| 12.07.  | Citroen Cup Kitzbühel, Österreich Tier III – 150.000 $ Sandplatz – 32E/32Q/16D                          | Anke Huber                           | Judith Wiesner                         | 6:4, 6:1      |
| 12.07.  | Citroen Cup Kitzbühel, Österreich Tier III – 150.000 $ Sandplatz – 32E/32Q/16D                          | Li Fang Dominique Monami             | Maja Murić Pavlina Rajzlova            | 6:2, 6:1      |
| 12.07.  | BVV Prague Open Prag, Tschechien Tier IV – 100.000 $ Sandplatz – 32E/32Q/16D                            | Natalija Medwedjewa                  | Meike Babel                            | 6:3, 6:2      |
| 12.07.  | BVV Prague Open Prag, Tschechien Tier IV – 100.000 $ Sandplatz – 32E/32Q/16D                            | Inés Gorrochategui Patricia Tarabini | Laura Golarsa Caroline Vis             | 6:2, 6:1      |
| 19.07.  | Federation Cup Finale Frankfurt am Main, Deutschland, ITF – Sandplatz                                   | Spanien                              | Australien                             | 3:0           |
| 26.07.  | Puerto Rico Open San Juan, Puerto Rico Tier III – 150.000 $ Sandplatz – 32E/32Q/16D                     | Linda Harvey-Wild                    | Ann Grossman                           | 6:3, 5:7, 6:3 |
| 26.07.  | Puerto Rico Open San Juan, Puerto Rico Tier III – 150.000 $ Sandplatz – 32E/32Q/16D                     | Debbie Graham Ann Grossman           | Gigi Fernandez Rennae Stubbs           | 5:7, 7:5, 7:5 |
| 26.07.  | San Marino Open San Marino Tier IV – 100.000 $ Sandplatz – 32E/32Q/16D                                  | Marzia Grossi                        | Barbara Rittner                        | 3:6, 7:5, 6:1 |
| 26.07.  | San Marino Open San Marino Tier IV – 100.000 $ Sandplatz – 32E/32Q/16D                                  | Sandra Cecchini Patricia Tarabini    | Florencia Labat Barbara Rittner        | 6:3, 6:2      |
| 26.07.  | Acura US Hardcourts Stratton Mountain, Vereinigte Staaten Tier II – 375.000 $ Hartplatz – 56E/28D       | Conchita Martínez                    | Zina Garrison-Jackson                  | 6:3, 6:2      |
| 26.07.  | Acura US Hardcourts Stratton Mountain, Vereinigte Staaten Tier II – 375.000 $ Hartplatz – 56E/28D       | Elizabeth Smylie Helena Suková       | Manuela Maleeva-Fragnière Mercedes Paz | 6:1, 6:2      |

### August
| Datum 1 | Turnier | Sieger(in)                            | Finalgegner(in)                       | Ergebnis      |
| ------- | --- | ------------------------------------- | ------------------------------------- | ------------- |
| 02.08.  | Mazda Tennis Classic San Diego, Vereinigte Staaten Tier II – 375.000 $ Hartplatz – 56E/32Q/28D                | Steffi Graf                           | Arantxa Sánchez Vicario               | 6:4, 4:6, 6:1 |
| 02.08.  | Mazda Tennis Classic San Diego, Vereinigte Staaten Tier II – 375.000 $ Hartplatz – 56E/32Q/28D                | Gigi Fernández Helena Suková          | Pam Shriver Elizabeth Smylie          | 6:4, 6:3      |
| 09.08.  | Virginia Slims of Los Angeles Manhattan Beach, Vereinigte Staaten Tier II – 375.000 $ Hartplatz – 56E/32Q/28D | Martina Navratilova                   | Arantxa Sánchez Vicario               | 7:5, 7:64     |
| 09.08.  | Virginia Slims of Los Angeles Manhattan Beach, Vereinigte Staaten Tier II – 375.000 $ Hartplatz – 56E/32Q/28D | Arantxa Sánchez Vicario Helena Suková | Gigi Fernández Natallja Swerawa       | 7:63, 6:3     |
| 16.08.  | Matinee Ltd. International Toronto, Kanada Tier I – 750.000 $ Hartplatz – 56E/32Q/28D                         | Steffi Graf                           | Jennifer Capriati                     | 6:1, 0:6, 6:3 |
| 16.08.  | Matinee Ltd. International Toronto, Kanada Tier I – 750.000 $ Hartplatz – 56E/32Q/28D                         | Larisa Neiland Jana Novotná           | Arantxa Sánchez Vicario Helena Suková | 6:1, 6:2      |
| 23.08.  | OTB International Tennis Open Schenectady, Vereinigte Staaten Tier III – 150.000 $ Hartplatz – 32E/32Q/16D    | Larisa Neiland                        | Natalija Medwedjewa                   | 6:3, 7:5      |
| 23.08.  | OTB International Tennis Open Schenectady, Vereinigte Staaten Tier III – 150.000 $ Hartplatz – 32E/32Q/16D    | Rachel McQuillan Claudia Porwik       | Florencia Labat Barbara Rittner       | 4:6, 6:4, 6:2 |
| 30.08.  | US Open New York, Vereinigte Staaten Grand Slam – 3.967.250 $ Hartplatz – 128E/64Q/64D/32M                    | Steffi Graf                           | Helena Suková                         | 6:3, 6:3      |
| 30.08.  | US Open New York, Vereinigte Staaten Grand Slam – 3.967.250 $ Hartplatz – 128E/64Q/64D/32M                    | Arantxa Sánchez Vicario Helena Suková | Amanda Coetzer Inés Gorrochategui     | 6:4, 6:2      |
| 30.08.  | US Open New York, Vereinigte Staaten Grand Slam – 3.967.250 $ Hartplatz – 128E/64Q/64D/32M                    | Helena Suková Todd Woodbridge         | Martina Navratilova Mark Woodforde    | 6:3, 7:66     |

### September
| Datum 1 | Turnier                                                                                                   | Siegerin                         | Finalgegnerin                    | Ergebnis       |
| ------- | --- | -------------------------------- | -------------------------------- | -------------- |
| 13.09.  | Digital Open Hongkong Tier IV – 100.000 $ Hartplatz – 28E/23Q/16D                                         | Wang Shi-ting                    | Marianne Werdel                  | 6:4, 3:6, 7:5  |
| 13.09.  | Digital Open Hongkong Tier IV – 100.000 $ Hartplatz – 28E/23Q/16D                                         | Karin Kschwendt Rachel McQuillan | Debbie Graham Marianne Werdel    | 1:6, 7:64, 6:2 |
| 20.09.  | Nichirei International Tokio, Japan Tier II – 375.000 $ Hartplatz – 32E/32Q/16D                           | Amanda Coetzer                   | Kimiko Date                      | 6:3, 6:2       |
| 20.09.  | Nichirei International Tokio, Japan Tier II – 375.000 $ Hartplatz – 32E/32Q/16D                           | Lisa Raymond Chanda Rubin        | Amanda Coetzer Linda Harvey-Wild | 6:4, 6:1       |
| 27.09.  | Volkswagen Card Cup – Damen Grand Prix Leipzig, Deutschland Tier II – 375.000 $ Teppich (Halle) – 32E/16D | Steffi Graf                      | Jana Novotná                     | 6:2, 6:0       |
| 27.09.  | Volkswagen Card Cup – Damen Grand Prix Leipzig, Deutschland Tier II – 375.000 $ Teppich (Halle) – 32E/16D | Gigi Fernández Natallja Swerawa  | Larisa Neiland Jana Novotná      | 6:3, 6:2       |
| 27.09.  | Sapporo Ladies Open Sapporo, Japan Tier IV – 100.000 $ Teppich (Halle) – 32E/32Q/16D                      | Linda Harvey-Wild                | Irina Spîrlea                    | 6:4, 6:3       |
| 27.09.  | Sapporo Ladies Open Sapporo, Japan Tier IV – 100.000 $ Teppich (Halle) – 32E/32Q/16D                      | Yayuk Basuki Nana Miyagi         | Yone Kamio Naoko Kijimuta        | 6:4, 6:2       |

### Oktober
| Datum 1 | Turnier                                                                                                | Siegerin                                  | Finalgegnerin                     | Ergebnis       |
| ------- | --- | ----------------------------------------- | --------------------------------- | -------------- |
| 04.10.  | Barilla Indoors Zürich, Schweiz Tier I – 750.000 $ Teppich (Halle) – 32E/32Q/16D                       | Manuela Maleeva-Fragnière                 | Martina Navratilova               | 6:3, 7:61      |
| 04.10.  | Barilla Indoors Zürich, Schweiz Tier I – 750.000 $ Teppich (Halle) – 32E/32Q/16D                       | Zina Garrison-Jackson Martina Navratilova | Gigi Fernández Natallja Swerawa   | 6:3, 5:7, 6:3  |
| 04.10.  | P&G Taiwan Women's Tennis Open Taipeh, Taiwan Tier IV – 100.000 $ Hartplatz – 32E/25Q/16D              | Wang Shi-ting                             | Linda Harvey-Wild                 | 6:1, 7:64      |
| 04.10.  | P&G Taiwan Women's Tennis Open Taipeh, Taiwan Tier IV – 100.000 $ Hartplatz – 32E/25Q/16D              | Yayuk Basuki Nana Miyagi                  | Jo-Anne Faull Kristine Radford    | 6:4, 6:2       |
| 11.10.  | Open Languedoc Roussillon Montpellier, Frankreich Tier IV – 100.000 $ Teppich (Halle) – 32E/32Q/16D    | Jelena Lichowzewa                         | Dominique Monami                  | 6:3, 6:4       |
| 11.10.  | Open Languedoc Roussillon Montpellier, Frankreich Tier IV – 100.000 $ Teppich (Halle) – 32E/32Q/16D    | Meredith McGrath Claudia Porwik           | Janette Husárová Dominique Monami | 3:6, 6:2, 7:63 |
| 11.10.  | Porsche Tennis Grand Prix Filderstadt, Deutschland Tier II – 375.000 $ Hartplatz (Halle) – 32E/32Q/16D | Mary Pierce                               | Natallja Swerawa                  | 6:3, 6:3       |
| 11.10.  | Porsche Tennis Grand Prix Filderstadt, Deutschland Tier II – 375.000 $ Hartplatz (Halle) – 32E/32Q/16D | Gigi Fernández Natallja Swerawa           | Patty Fendick Martina Navratilova | 7:66, 6:4      |
| 18.10.  | Budapest Open Budapest, Ungarn Tier III – 150.000 $ Teppich (Halle) – 32E/32Q/16D                      | Zina Garrison-Jackson                     | Sabine Appelmans                  | 7:5, 6:2       |
| 18.10.  | Budapest Open Budapest, Ungarn Tier III – 150.000 $ Teppich (Halle) – 32E/32Q/16D                      | Inés Gorrochategui Caroline Vis           | Sandra Cecchini Patricia Tarabini | 6:1, 6:3       |
| 18.10.  | Autoglass Classic Brighton, Großbritannien Tier II – 375.000 $ Teppich (Halle) – 32E/32Q/16D           | Jana Novotná                              | Anke Huber                        | 6:2, 6:4       |
| 18.10.  | Autoglass Classic Brighton, Großbritannien Tier II – 375.000 $ Teppich (Halle) – 32E/32Q/16D           | Laura Golarsa Natalija Medwedjewa         | Anke Huber Larisa Neiland         | 6:3, 1:6, 6:4  |
| 25.10.  | Bancesa Classic Curitiba, Brasilien Tier IV – 100.000 $ Sandplatz – 32E/14Q/16D                        | Sabine Hack                               | Florencia Labat                   | 6:2, 6:0       |
| 25.10.  | Bancesa Classic Curitiba, Brasilien Tier IV – 100.000 $ Sandplatz – 32E/14Q/16D                        | Sabine Hack Veronika Martinek             | Claudia Chabalgoity Andrea Vieira | 6:2, 7:64      |
| 25.10.  | Nokia Grand Prix Essen, Deutschland Tier II – 375.000 $ Teppich (Halle) – 32E/32Q/16D                  | Natalija Medwedjewa                       | Conchita Martínez                 | 6:74, 7:5, 6:4 |
| 25.10.  | Nokia Grand Prix Essen, Deutschland Tier II – 375.000 $ Teppich (Halle) – 32E/32Q/16D                  | Arantxa Sánchez Vicario Helena Suková     | Wiltrud Probst Christina Singer   | 6:2, 6:2       |

### November
| Datum 1 | Turnier | Siegerin                        | Finalgegnerin                     | Ergebnis           |
| ------- | --- | ------------------------------- | --------------------------------- | ------------------ |
| 01.11.  | Challenge Bell Québec, Kanada Tier III – 150.000 $ Teppich (Halle) – 32E/25Q/16D                                 | Nathalie Tauziat                | Katerina Maleewa                  | 6:4, 6:1           |
| 01.11.  | Challenge Bell Québec, Kanada Tier III – 150.000 $ Teppich (Halle) – 32E/25Q/16D                                 | Katrina Adams Manon Bollegraf   | Katerina Maleewa Nathalie Tauziat | 6:4, 6:4           |
| 01.11.  | Bank of the West Classic Oakland, Vereinigte Staaten Tier II – 375.000 $ Teppich (Halle) – 28E/16D               | Martina Navratilova             | Zina Garrison-Jackson             | 6:2, 7:61          |
| 01.11.  | Bank of the West Classic Oakland, Vereinigte Staaten Tier II – 375.000 $ Teppich (Halle) – 28E/16D               | Patty Fendick Meredith McGrath  | Amanda Coetzer Inés Gorrochategui | 6:2, 6:0           |
| 08.11.  | Virginia Slims of Philadelphia Philadelphia, Vereinigte Staaten Tier I – 750.000 $ Teppich (Halle) – 32E/32Q/16D | Conchita Martínez               | Steffi Graf                       | 6:3, 6:3           |
| 08.11.  | Virginia Slims of Philadelphia Philadelphia, Vereinigte Staaten Tier I – 750.000 $ Teppich (Halle) – 32E/32Q/16D | Katrina Adams Manon Bollegraf   | Conchita Martínez Larisa Neiland  | 6:2, 4:6, 7:67     |
| 15.11.  | WTA Championships New York, Vereinigte Staaten Masters – 3.708.500 $ Teppich (Halle) – 16E/8D                    | Steffi Graf                     | Arantxa Sánchez Vicario           | 6:1, 6:4, 3:6, 6:1 |
| 15.11.  | WTA Championships New York, Vereinigte Staaten Masters – 3.708.500 $ Teppich (Halle) – 16E/8D                    | Gigi Fernández Natallja Swerawa | Larisa Neiland Jana Novotná       | 6:3, 7:5           |